# Svenska mästerskapet i bandy 1928
Svenska mästerskapet i bandy 1928 avgjordes genom att IK Göta vann mot IK Sirius med 5-3 i finalmatchen på Stockholms stadion.

## Matcher

### Kvartsfinaler
- 29 januari 1928: IF Göta-Linköpings AIK 1-0
- 29 januari 1928: IK Sirius-Hammarby IF 6-2
- 29 januari 1928: IF Vesta-Djurgårdens IF 2-6
- 29 januari 1928: IK Göta-Västerås SK 1-0

### Semifinaler
- 5 februari 1928: IK Sirius-IF Göta 4-0
- 5 februari 1928: Djurgårdens IF-IK Göta 3-6

### Final
- 19 februari 1928: IK Göta-IK Sirius 5-3 (Stockholms stadion)

## Svenska mästarna
Mall:IK Göta Bandy 1928

### Fotnoter
1. ↑  Erik Jonsson. ”1920–1929”. Svenska Bandyförbundet. https://www.svenskbandy.se/BANDYFINALEN/HISTORIK/Svenskamastare/Herrar/1920-1929/. Läst 20 mars 2020.
2. ↑  ”Bandy”. Svenska Dagbladets årsbok. 19 februari 1928. sid. 254. https://runeberg.org/svda/1928/0256.html. Läst 6 juni 2011.